# Pecka (Topusko)
Pecka est un village de la municipalité de Topusko (comitat de Sisak-Moslavina) en Croatie. Au recensement de 2011, le village comptait 27 habitants.